# Santuario di San Gottardo
Il santuario di San Gottardo è un luogo di culto cattolico situato sul monte omonimo, all'incirca a 450 metri sul livello del mare, soprano alla frazione di Casella, facente capo alla parrocchia di San Giovanni Battista, nel comune di Riccò del Golfo di Spezia, in provincia della Spezia.

## Storia e descrizione
Il giornalista Carlo Caselli, riportando le parole dell'allora parroco di Ponzò don Celsi, riferì "additando il monte San Gottardo, che porta in vetta un oratorio nel quale si venera l’immagine della Madonna di Loreto, oratorio costruito da circa un par di secoli sulle vestigia di un antichissimo e grand’edificio, ritenuto un castello, riferisce che è tradizione che esistesse lassù una città, distrutta barbaramente dai Turchi. Sempre secondo la tradizione, per il sangue versato dagli innocenti cristiani abitatori della città di San Gottardo, rosseggiò per diversi giorni il canale Gariolo che scende dal monte e muore nel rio di Riccò”.
La tradizione vuole che sul monte, nel luogo ove ora sorge il santuario, si trovasse "un antichissimo abitato, che potrebbe essere stato distrutto dall’invasione longobarda di Rotari, com’è tradizione per Albareto, e la popolazione sopravvissuta si sarebbe ritirata in riva al mare edificando Vernazza. Così avvenne di Monterosso per la popolazione di Albareto”; il devastante passaggio dei Longobardi specificamente tra San Gottardo e Soviore troverebbe in tal modo conferma.
Le fonti storiche conservate nell'archivio della parrocchia locale datano la costruzione del santuario agli anni tra il 1640 e il 1650; sempre secondo i documenti parrocchiali, la decisione di edificare un nuovo santuario fu decisa dagli stessi abitanti nella cappella dei Santi Gottardo e Cipriano a Casella.
Anticamente all'interno del santuario era custodito un quadro, arricchito dagli abitanti da una cornice in argento (costato secondo le fonti 800 lire genovesi), che dopo l'invasione francese di Napoleone Bonaparte, nel 1797, fu sottratto dall'esercito d'oltralpe e portato in Francia.
La chiesa fu nuovamente ingrandita nel 1898 erigendo il campanile e dotandolo di due campane.